# شيفابي
شيفابي أو جِفابي هو طبق يٌصنع من اللحم المفروم يٌشتهر في دول البلقان ويعتبر الطبق الوطني في البوسنة والهرسك وصربيا.